# Dominique Vos
Dominique Vos (Apeldoorn, 17 december 1982) is een Nederlands voetballer die als verdediger voor AGOVV Apeldoorn speelde.

## Carrière
Dominique Vos speelde van 2002 tot 2005 in de amateurtak van AGOVV Apeldoorn, waarmee hij in 2002 algeheel amateurkampioen werd van Nederland. In 2005 speelde hij eenmaal in de Eerste divisie namens de professionele tak van AGOVV. Dit was op 22 april 2005, in de met 3-2 verloren thuiswedstrijd tegen FC Zwolle. Hij kwam in de 78e minuut in het veld voor Brahim Bouhadan. Na zijn periode bij AGOVV speelde hij nog voor de amateurclubs Sportclub Enschede, FC Lienden, SC Genemuiden, weer FC Lienden, de amateurtak (de professionele tak bestond niet meer) van AGOVV, SV Orderbos en VV TKA. Sinds 2019 speelt hij voor ZVV '56.

### Statistieken
| Seizoen                   | Club            | Land           | Competitie         | Competitie | Competitie | Beker | Beker | Totaal | Totaal |
| Seizoen                   | Club            | Land           | Competitie         | Wed.       | Dlp.       | Wed.  | Dlp.  | Wed.   | Dlp.   |
| ------------------------- | --------------- | -------------- | ------------------ | ---------- | ---------- | ----- | ----- | ------ | ------ |
| 2004/05                   | AGOVV Apeldoorn | Nederland      | Eerste divisie     | 1          | 0          | 0     | 0     | 1      | 0      |
| 2010/11                   | FC Lienden      | Nederland      | Topklasse Zondag   | 23         | 0          | 1     | 0     | 24     | 0      |
| 2011/12                   | SC Genemuiden   | Nederland      | Topklasse Zaterdag | 20         | 0          | 1     | 0     | 21     | 0      |
| Carrièretotaal            | Carrièretotaal  | Carrièretotaal | Carrièretotaal     | 44         | 0          | 2     | 0     | 46     | 0      |
| Bijgewerkt op 2 juni 2020 |                 |                |                    |            |            |       |       |        |        |